# آتش‌بازی و رول‌بلیدها
آتش‌بازی و رول‌بلیدها (انگلیسی: Fireworks & Rollerblades) نخستین آلبوم استودیویی از بنسون بون، خواننده و ترانه‌پرداز آمریکایی است. این آلبوم در ۵ آوریل ۲۰۲۴ توسط نایت استریت و وارنر رکوردز منتشر شد. این آلبوم در جدول موسیقی در نروژ به جایگاه نخست و در نیوزیلند در بین پنج آلبوم برتر قرار گرفت.

## پیش‌زمینه و تبلیغ
در ۳ مارس ۲۰۲۳، همزمان با انتشار تک‌آهنگ «Sugar Sweet»، بنسون بون اعلام کرد که نخستین آلبوم استودیویی‌اش در راه است، اما تاریخ دقیقی برای انتشار آن مشخص نکرد، هرچند در آن زمان انتظار می‌رفت که آلبوم در سال ۲۰۲۳ منتشر شود. تک‌آهنگ آغازین آلبوم با عنوان «چیزهای زیبا» در ۱۸ ژانویه ۲۰۲۴ منتشر شد و بلافاصله به موفقیتی تجاری دست یافت؛ این ترانه به جایگاه دوم جدول بیلبورد هات ۱۰۰ و جایگاه نخست جدول تک‌آهنگ‌های بریتانیا رسید.
تور موسیقی مرتبط با آلبوم که تور آتش‌بازی و رول‌بلیدها نام داشت، در ۲۶ ژانویه اعلام شد و از آوریل تا مه ۲۰۲۴ در آمریکای شمالی برگزار شد. سپس این تور در اروپا، بریتانیا و استرالیا ادامه یافت. در ۲۱ مارس، بون به‌طور رسمی از آلبوم آتش‌بازی و رول‌بلیدها رونمایی کرد و دومین تک‌آهنگ آلبوم با عنوان «سرعتش رو کم کن» را منتشر کرد؛ ترانه‌ای دردناک با محوریت پیانو که به سبک منحصربه‌فرد بون وفادار بود و از آن به عنوان نشانه‌ای از تثبیت هویت هنری او یاد شد.

## بازخورد منتقدان
| بررسی انتقادی | بررسی انتقادی |
| منبع          | رتبه‌بندی      |
| ------------- | ------------- |
| آل‌میوزیک      | [ ۸ ]         |

مارسی دونلسون از وبگاه آل‌میوزیک می‌نویسد: «پاپ نمایشی و آمیخته با راک ترانهٔ «چیزهای زیبا» که آمادگی اجرا در سالن‌های بزرگ را دارد، به طرز شگفت‌انگیزی نمایانگر فضای کلی آلبوم ۱۵ قطعه‌ای آتش‌بازی و رول‌بلیدها است؛ آلبومی سرشار از آوازهای پرقدرت (گاه همراه با فشار بیش از حد)، تأییدهای صادقانه، تردیدهای درونی و نیت‌های خوب در روابط عاطفی.»

## جدول‌های موسیقی
| جدول (۲۰۲۴)                            | بالاترین جایگاه |
| -------------------------------------- | --------------- |
| آلبوم‌های استرالیایی (ای‌آرآی‌ای)         | ۱۷              |
| آلبوم‌های اتریشی (آلبوم‌های او۳)         | ۷               |
| آلبوم‌های بلژیکی (اولتراتاپ فلاندرز)    | ۵               |
| آلبوم‌های بلژیکی (اولتراتاپ والونیا)    | ۱۴              |
| آلبوم‌های کانادایی (بیلبورد)            | ۵               |
| آلبوم‌های چک (سی‌ان‌اس آی‌اف‌پی‌آی)          | ۳               |
| آلبوم‌های دانمارکی (هیت‌لیستن)           | ۱۳              |
| آلبوم‌های هلندی (جدول‌های هلند)          | ۲               |
| آلبوم‌های فنلاندی (جدول رسمی فنلاند)    | ۱۰              |
| آلبوم‌های فرانسوی (اس‌ان‌ئی‌پی)            | ۷               |
| آلبوم‌های آلمانی (۱۰۰ آلبوم برتر رسمی)  | ۲۰              |
| آلبوم‌های مجارستانی (ماهاز)             | ۳۰              |
| آلبوم‌های ایرلندی (شرکت جدول‌های رسمی)   | ۱۵              |
| آلبوم‌های ایتالیایی (فیمی)              | ۱۷              |
| آلبوم‌های لیتوانی (آگاتا)               | ۶               |
| آلبوم‌های نیوزیلندی (آرام‌ان‌زد)          | ۵               |
| آلبوم‌های نروژی (وی‌جی-لیستا)            | ۱               |
| آلبوم‌های لهستانی (ZPAV)                | ۱۳              |
| آلبوم‌های پرتغالی (ای‌اف‌پی)              | ۱۸              |
| آلبوم‌های اسکاتلندی (شرکت جدول‌های رسمی) | ۲۱              |
| آلبوم‌های اسپانیایی (پروموزیکای)        | ۳۸              |
| آلبوم‌های سوئدی (برترین‌های سوئد)        | ۷               |
| آلبوم‌های سوئیسی (جدول موسیقی سوئیس)    | ۶               |
| آلبوم‌های بریتانیا (شرکت جدول‌های رسمی)  | ۱۶              |
| بیلبورد ۲۰۰ ایالات متحده               | ۶               |

| جدول (۲۰۲۴)                           | جایگاه |
| ------------------------------------- | ------ |
| آلبوم‌های استرالیایی (ای‌آرآی‌ای)        | ۶۶     |
| آلبوم‌های بلژیکی (اولتراتاپ فلاندرز)   | ۱۸     |
| آلبوم‌های بلژیکی (اولتراتاپ والونیا)   | ۶۵     |
| آلبوم‌های کانادایی (بیلبورد)           | ۲۴     |
| آلبوم‌های چک (سی‌ان‌اس آی‌اف‌پی‌آی)         | ۸      |
| آلبوم‌های دانمارکی (هیت‌لیستن)          | ۵۳     |
| آلبوم‌های هلندی (جدول‌های هلند)         | ۴      |
| آلبوم‌های فرانسوی (اس‌ان‌ئی‌پی)           | ۳۷     |
| آلبوم‌های آلمانی (۱۰۰ آلبوم برتر رسمی) | ۶۵     |
| آلبوم‌های جهانی (آی‌اف‌پی‌آی)             | ۱۶     |
| آلبوم‌های مجارستانی (ماهاز)            | ۹۲     |
| آلبوم‌های ایتالیایی (فیمی)             | ۷۷     |
| آلبوم‌های نیوزیلندی (آرام‌ان‌زد)         | ۲۵     |
| آلبوم‌های پرتغالی (ای‌اف‌پی)             | ۱۰۰    |
| آلبوم‌های اسلواکی (سی‌ان‌اس آی‌اف‌پی‌آی)    | ۷      |
| آلبوم‌های سوئدی (برترین‌های سوئد)       | ۱۷     |
| آلبوم‌های سوئیسی (جدول موسیقی سوئیس)   | ۵۵     |
| آلبوم‌های بریتانیا (شرکت جدول‌های رسمی) | ۵۵     |
| بیلبورد ۲۰۰ ایالات متحده              | ۴۹     |